# Tomáš Kympl
Tomáš Kympl (* 24. března 1975 Praha) je český hudební skladatel, textař, zpěvák, instrumentalista, orchestrátor a producent.

## Biografie

Tomas Kympl - Songwriter

Tomáš Kympl se narodil 24. března 1975 v Praze. V letech 1989 – 2001 studoval Pražskou konzervatoř - obory bicí, klavír a skladba u profesorů Angelo Michajlova a Michaela Kocába. Rozsah jeho autorské činnosti sahá od vážné hudby, hudby duchovní, přes klasickou popmusic, šansony, muzikál až k hudbě filmové.
Od roku 2001 je zastupován mezinárodním nakladatelstvím Warner Chappell. V roce 2021 jeho skladba „WIFI“ (z alba KERNEL PANIC) zvítězila v kategorii EDM prestižní britské mezinárodní skladatelské soutěže the UK Songwriting Contest. V roce 2016 jeho skladba „NEW YORK“ zvítězila v kategorii INSTRUMENTAL prestižní britské mezinárodní skladatelské soutěže the UK Songwriting Contest. V roce 2015 jeho skladba AVE MARIA zvítězila v kategorii OPEN prestižní britské mezinárodní skladatelské soutěže the UK Songwriting Contest. V soutěži navíc uspěly i jeho další skladby, celkem pět se jich probojovalo do semifinále. Mezi tuzemské a zahraniční hvězdy klasické i populární hudby, kteří interpretují skladby Tomáše Kympla, patří: Peter Dvorský, Jana Sibera, Jiří Suchý, Petr Janda, Naďa Urbánková, Michael Kocáb, Helena Vondráčková, Jiří Korn, Hana Zagorová, Josef Laufer, Jitka Zelenková, Kamil Střihavka, Radka Fišarová, Daniel Landa, Ladislav Křížek, Petr Kolář, Natalie Kocábová, Bohuš Matuš, David Kraus, Honza Jareš, Jaroslav Satoranský, Josef Dvořák, Jiří Lábus, Jan Hrušínský a mnoho dalších umělců. Jeho skladby se objevují na více než 150 titulech. V současné době se směr jeho hudebního zájmu soustřeďuje více do oblasti televizní, divadelní a filmové tvorby.

## Alba
- ViralVibes (2023)
- Red (2022)
- Kernel Panic (2021)
- Doktor duší – Honza Jareš (2020)
- Soundtrack – Vol. 3 (2018)
- Pánský klub (2017)
- Soundtrack – Vol. 2 (2017)
- Soundtrack – Vol. 1 (2016)
- New age – Vol. 1 (2015)
- Mr. violins – Large (2014)
- Mr. violins – New (2013)
- Největší z Čechů (2010)
- Muži v říji (2009)
- Smíření – Bohuš Matuš (2008)
- Některý lidi – Honza Jareš (2008)
- Pravidla  lži (2006)
- Velvet revolution – New edition (2006)
- Mr. violins (2004)
- Velvet revolution – česká verze (1999)
- Velvet revolution – anglická verze (1999)

## Singly
- Humanity (2020)
- Je čas (2020)
- The rules of lie (2019)
- New York (2016)
- Ave Maria (2015)